# Токари (Західнопоморське воєводство)
Токари (пол. Tokary) — село в Польщі, у гміні Славно Славенського повіту Західнопоморського воєводства.
Населення — 69 осіб (2011).
У 1975-1998 роках село належало до Слупського воєводства.

## Демографія
Демографічна структура станом на 31 березня 2011 року:
|          | Загалом | Допрацездатний вік | Працездатний вік | Постпрацездатний вік |
| -------- | ------- | ------------------ | ---------------- | -------------------- |
| Чоловіки | 29      | 8                  | 21               | 0                    |
| Жінки    | 40      | 7                  | 24               | 9                    |
| Разом    | 69      | 15                 | 45               | 9                    |